# 2016年亚齐地震
2016年亚齐地震是发生在印度尼西亚亚齐省的6.5级地震。地震于当地时间12月7日05:03发生。地震震源深度为8.2千米，属于浅层地震。震央位于魯勒特鎮北方約15公里处，距离该省首都班达亚齐167（104英里）。地震目前已造成102人遇难，超过1000人受伤、10000人流离失所，当地的数百间房屋和十四座清真寺都因地震而倒塌。
由于恐慌情绪严重，许多民众都不敢到屋内取暖以防余震。物资匮乏给救援带来了很多麻烦，印尼和国外的政府和民间组织正在快速向此地区集中。
俄罗斯总统普京现已向受灾区发起慰问并表示希望伤员可以早日康复；新加坡也对印尼表示深切哀悼并回复称如有需要愿意给予援助。中國駐棉蘭總領館在震后不断调查当地中國人的傷亡情況並提醒當地的相关人员多加注意。

## 地震情况及影响

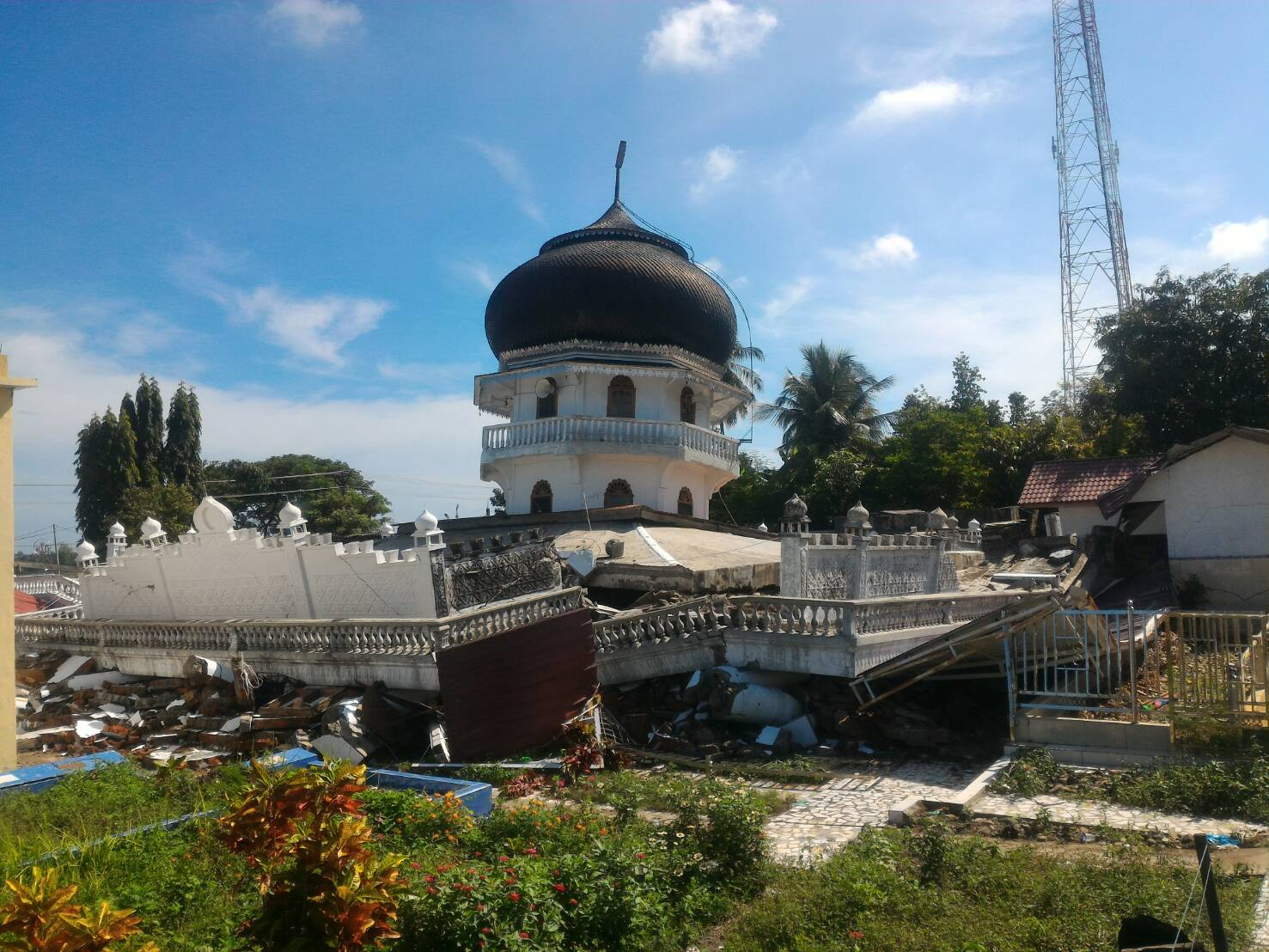
在地震中损毁的清真寺

地震于当地时间12月7日上午05:03发生，许多人此时还在睡觉或准备穆斯林的日常祷告。近百人在地震发生时惊恐地跑过街道，目击者称，大多数人都在哭泣和尖叫，因为他们对2004年的那次大规模地震仍然记忆犹新。许多人都说地震时当地的震动与那次地震非常相似。近百人撤离到了高地以提防海啸的发生，但印度尼西亚气象、气候和地球物理局却表示不可能会发生海啸。整個亚齐都會有震感，地震后余震不断。
印度尼西亚国家灾害管理委员会的工作人员表示，地震释放的能量相当于1945年广岛核爆炸中所释放的能量。据地质办公室主任的有关人员透露，皮迪賈亞縣是亚齐最易发生地震的城市之一。大纪元报道称此次地震是2004年南亞大海嘯以來亞齊规模最大的災難，在當時，仅亞齊一省便有超過12萬人罹難。9日时，新华社等媒体称有已97人遇难，但很快这一数字便增长至百位数。
据报道，在地震发生后的数个小时内亚齐的许多建筑都遭到了严重的损毁，当地的数百间房屋和十四座清真寺都因地震而倒塌。地震目前已造成102人遇难，超过1000人受伤、10000人流离失所。一些受灾区发生了大规模停电，道路也有所损毁。被毁建筑的照片在社交网站上不断流传。据新闻媒体透露，72座商店倒塌，15座房屋被毁，1座商场倒塌，5座清真寺被彻底摧毁，1所伊斯兰学校也因地震而坍塌，后续报告则显示地震中包括14座清真寺和1家医院在内的249座建筑物受损。印度尼西亚国家灾害管理委员会后来证实总共有686座建筑受到了影响，它们有的只是有所受损，有的则被彻底摧毁。
主震发生后，一共发生大约100次余震。强度5.3级的余震在11号傍晚时分发生，是目前强度最高的余震，震源深度20千米。这次余震也使印度尼西亚气象、气候和地球物理局把原来地震强度6.4级更改为6.5级。

## 救援工作

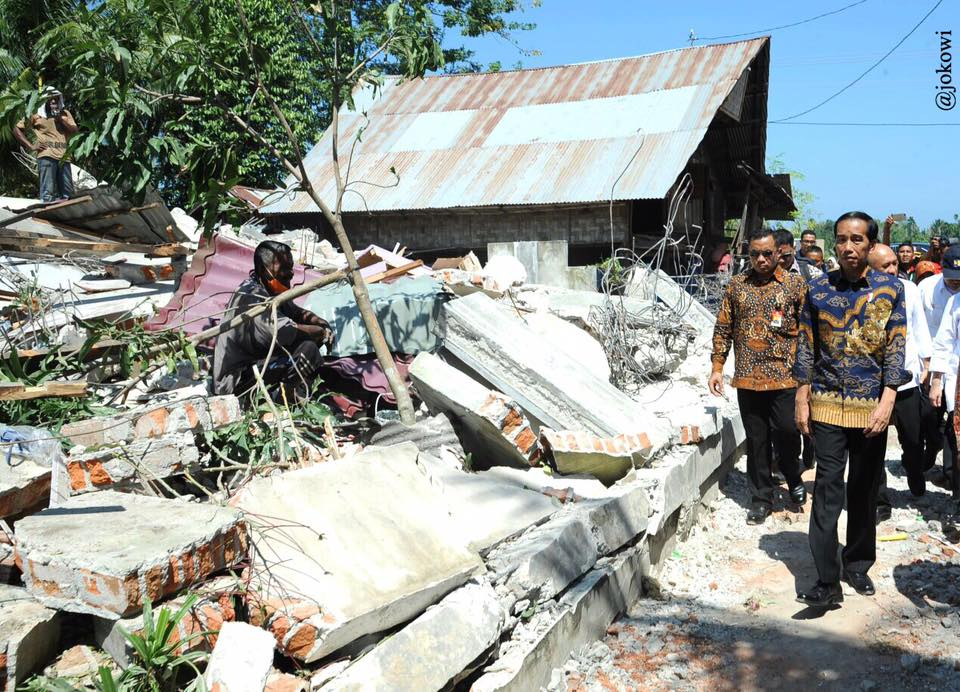
在灾区探访的印尼总统佐科·維多多，摄于2016年12月15日。

由于交通堵塞，各方的救援力量行进缓慢。但包括灾难受害人识别小组（DVI）在内的救援队在灾害后依旧悉数抵达了现场。人们在受灾最严重的地区设立了协调中心。印尼红十字向地震的受灾者们发放毯子、个人卫生用品和防水布，并呼吁他人积极捐血、帮助伤者。由于伤员过多，当地医院开始不堪重负，一些幸存者开始被送往其他医院进行治疗，伤势严重的受害者则被直升机运送到了该省的首府班达亚齐进行治疗。
士兵们在接近震央的皮迪賈亞縣不断搜索失蹤者，當局動用了近一千五百人在重災區集中搜救。軍方派出了幾十名醫生前往灾区救援并建立了臨時醫院，衞生部也发动了一支醫療隊伍和運送藥物到災區。

## 慰问与哀悼
地震发生后，#PrayForAceh在Twitter上病毒式的传播开来，许多人都向地震的受害者发起了慰问和祈祷。印度尼西亚的总统佐科·維多多和副总统优素福·卡拉在地震后举行了紧急会议。佐科·維多多、区域人民代表委员会主席穆罕默德·萨利赫和人民协商会议的负责人哈善都向地震受害者表示了哀悼。2017年州长选举的参与者阿尼斯·巴斯威丹也对受害者加以慰问，并要求印度尼西亚人民团结起来一起帮助灾区的受害者。
俄罗斯总统普京已向受灾区发起慰问并表示希望伤员可以早日康复；新加坡也对印尼表示深切哀悼并回复称如有需要愿意给予援助。

## 外部連結
- 地震後即刻情況（页面存档备份，存于）